# カービィのピンボール
『カービィのピンボール』は、1993年11月27日に日本の任天堂から発売されたゲームボーイ用コンピュータピンボール。アメリカでは同年11月30日、ヨーロッパでは同年12月1日に発売された。
同社による『星のカービィシリーズ』の第3作目。同シリーズの主人公であるカービィをボールとして使用するピンボールゲーム。ファンタジー的要素を含む一方、台を揺らすことができる要素があるなど、実際のピンボールに近い部分も持つ。
開発はハル研究所が行い、プロデューサーはファミリーコンピュータ用ソフト『星のカービィ 夢の泉の物語』（1993年）を手掛けた岩田聡、音楽は後にゲームボーイ用ソフト『星のカービィ2』（1995年）を手掛けた池上正が担当している。
2000年にニンテンドウパワーの書き換え用ソフトとして発売された他、2012年にニンテンドー3DS用のバーチャルコンソール対応ソフトとして配信された。

## ゲーム内容
主人公カービィがピンボールのボールとして登場する作品。
最初の場面の大砲でボールのカービィを発射して、3つのステージの中から1つを選ぶ。左のステージのボスがウィスピーウッズ（WHISPY WOODS）、真ん中のステージのボスがクラッコ（KRACKO）、右のステージのボスがポピーブラザーズシニア（POPPY BROS. Sr.）。いずれもこのソフトの前作で出てきたボスキャラクターである。いずれのステージも『星のカービィシリーズ』のイメージやキャラクターがふんだんに使われたステージになっている。
全ステージ共に3つの層に分かれており、ボールがピンボール台から落ちると下の層のピンボール台に移る。ただし、最下層の台から落ちると残機が減る（上手くいけば復帰できる）。
各層には条件を満たすことで最下層には別ステージへの、中段にはボーナスステージへの、上段にはボスステージへの（これだけ黒色をしている）ワープスターがそれぞれのステージにある。
前述の3ボスをすべて倒すとデデデ大王（KING DEDEDE）の待つステージへ行くことができる。デデデ大王を倒すと高得点が得られたあと、短いエンディングデモが現れ、最初のステージ選択に戻る。
ランキングのデフォルト名は1位「ZEPHYRA(ゼフィランサス)」、2位「PHYSALI(サイサリス)」、3位「DENDROB(デンドロビウム)」、4位「GERBERA(ガーベラ)」と全てOVA『機動戦士ガンダム0083 STARDUST MEMORY』（1991年 - 1992年）の「GPシリーズ」から引用されている。

## 移植版
| No. | タイトル                                  | 発売日                                    | 対応機種        | 開発元     | 発売元 | メディア                                      | 型式 | 備考 | 出典  |
| --- | ----------------------------------------- | ----------------------------------------- | --------------- | ---------- | ------ | --------------------------------------------- | ---- | ---- | ----- |
| 1   | カービィのピンボール                      | 2000年3月1日                              | ゲームボーイ    | ハル研究所 | 任天堂 | フラッシュロムカセット （ニンテンドウパワー） | -    |      |       |
| 2   | カービィのピンボール Kirby's Pinball Land | 2012年7月12日 2012年7月26日 2012年8月29日 | ニンテンドー3DS | ハル研究所 | 任天堂 | ダウンロード （バーチャルコンソール）         | -    |      | [ 2 ] |

ニンテンドー3DS版
- 2012年に日本国外では先行して配信されていたが、日本国内での配信予定報告は一切されなかった。同年8月29日から正式に日本国内においても配信が開始され、これによりゲームボーイで発売されたカービィのゲームソフトは全てVCで配信される形となった。

## スタッフ
- 清水隆雄
- 池上正
- 宮本茂
- 中島圭
- 望月哲也
- 岩田聡
- 鈴木義樹
- 下村真一

## 評価
ゲーム誌『ファミコン通信』の「クロスレビュー」では、7・6・7・7の合計27点（満40点）、『ファミリーコンピュータMagazine』の読者投票による「ゲーム通信簿」での評価は以下の通り、23.3点（満30点）となっている。
| 項目 | キャラクタ | 音楽 | お買得度 | 操作性 | 熱中度 | オリジナリティ | 総合 |
| 得点 | 4.3        | 3.6  | 4.1      | 3.8    | 3.8    | 3.8            | 23.3 |

## 関連作品
『カービィのおもちゃ箱 ピンボール』
- スーパーファミコンのサテラビュー配信ソフト。画面の見た目は本作に近いものであるが、ピンボール台は3つの層に分かれておらず、普通のピンボールと同様1つである。

『カービィのたいけつ!ピンボール』
- ニンテンドーDS用ソフト『あつめて!カービィ』（2011年）に収録されたミニゲーム。タイトルロゴこそ本作のものを摸しているがゲーム内容は異なる。